# 笠井建志
笠井 建志（かさい けんじ、1976年6月7日 - ）は、日本の元ラグビー選手。

## プロフィール
- 東京都出身。
- ポジションはプロップ。
- 身長: 184 cm、体重: 118 kg[1]
- 日本代表キャップは11。
- ニックネームはドンキー[2][3]。

## 経歴
本郷高校から法政大学へと進学。
卒業後は東芝府中に入団した。
1998年のカナダ戦で日本代表初キャップを獲得。
2005-2006年度にはトップリーグベスト15に選出された。
2012年に現役を引退し、東芝の鉄道営業部で働く傍ら(2014年時点)、日野自動車レッドドルフィンズのコーチを務めている。